# Pijiguaia albina
Genre
Espèce
Pijiguaia albina, unique représentant du genre Pijiguaia, est une espèce d'opilions laniatores de la famille des Zalmoxidae.

## Distribution
Cette espèce est endémique de l'État de Bolívar au Venezuela. Elle se rencontre vers Cedeño.

## Description
Le mâle holotype mesure 1,54 mm et la femelle paratype 1,80 mm.

## Publication originale
- González-Sponga, 1998 : « Aracnidos de Venezuela. Cinco nuevos generos y cinco nuevas especies de microopiliones en la hojarasca del bosque tropical (Opiliones: Laniatores: Phalangodidae). » Acta Biologica Venezuelica, vol. 18, no 4, p. 27–41.